# Queima das Fachas

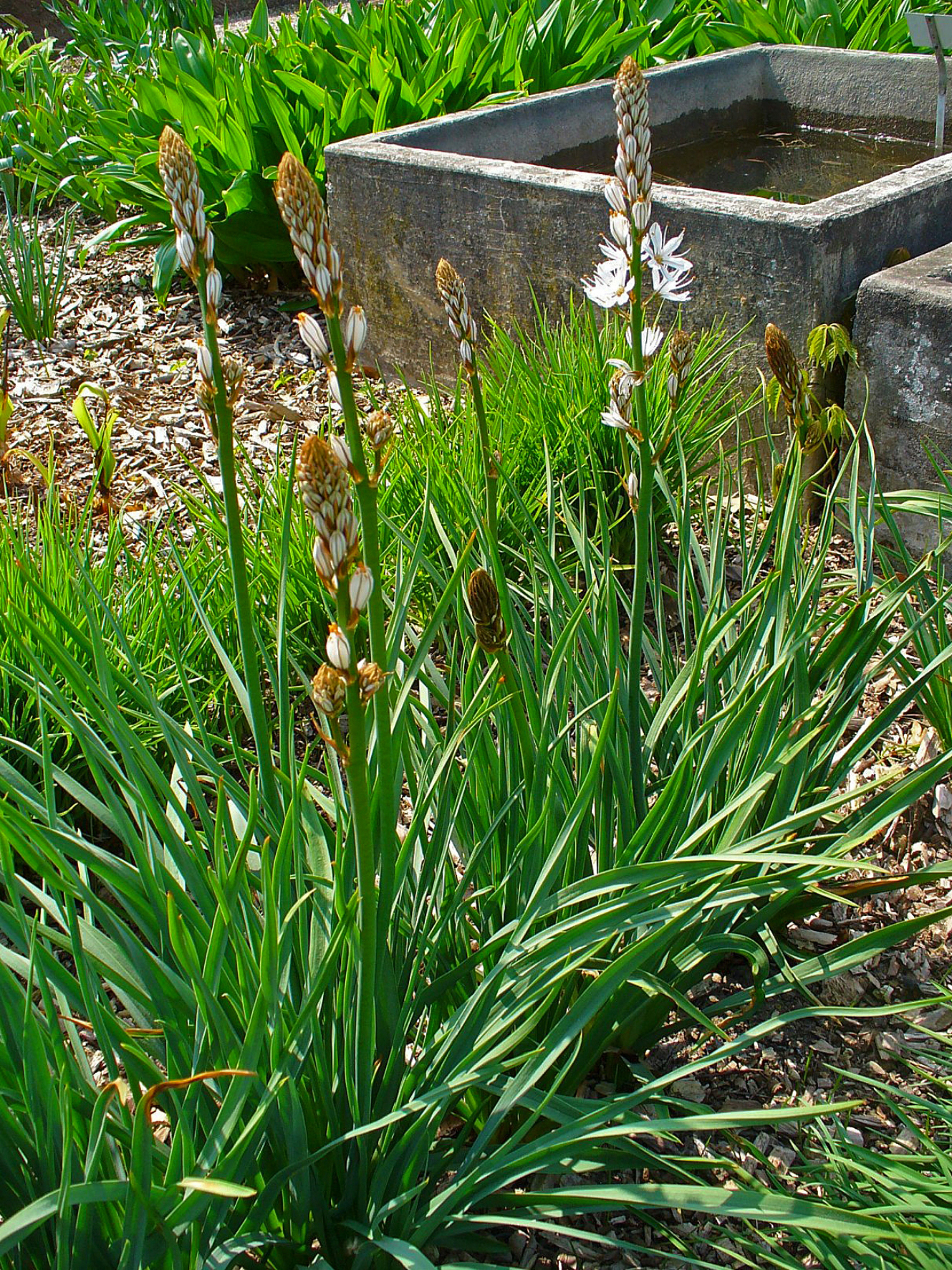
Agúcios.

O Folião de Castelo, denominado Queima das Fachas de Castelo, ante o nome tradicional da festa (na linha dos foliões de Vilelos, no Saviñao e de Castro Caldelas), no concelho de Taboada, celebra-se de 7 a 8 de setembro e dá começo às festas em honra de santa Maria. Foi declarada festa de interesse turístico galego em outubro de 2008.
O folião é celebrado no Castro de Castelo; as fachas são colocadas erguidas numa circunferência, aguardando que chegue a noite para ir as prendendo uma a uma. As Fachas podem alcançar os nove metros de altura e são feitas de agúcios, umas plantas muito combustíveis quando estão secas. Os agúcios são colhidos durante os meses de julho e agosto.